# Mauldin
Mauldin is een plaats (city) in de Amerikaanse staat South Carolina, en valt bestuurlijk gezien onder Greenville County.

## Demografie
Bij de volkstelling in 2000 werd het aantal inwoners vastgesteld op 15.224.
In 2006 is het aantal inwoners door het United States Census Bureau geschat op 19.806, een stijging van 4582 (30,1%).

## Geografie
Volgens het United States Census Bureau beslaat de plaats een oppervlakte van
22,3 km², geheel bestaande uit land. Mauldin ligt op ongeveer 285 m boven zeeniveau.

## Plaatsen in de nabije omgeving
De onderstaande figuur toont nabijgelegen plaatsen in een straal van 12 km rond Mauldin.

## Geboren
- Kevin Garnett (19 mei 1976), basketballer